# Lorico Asuwain

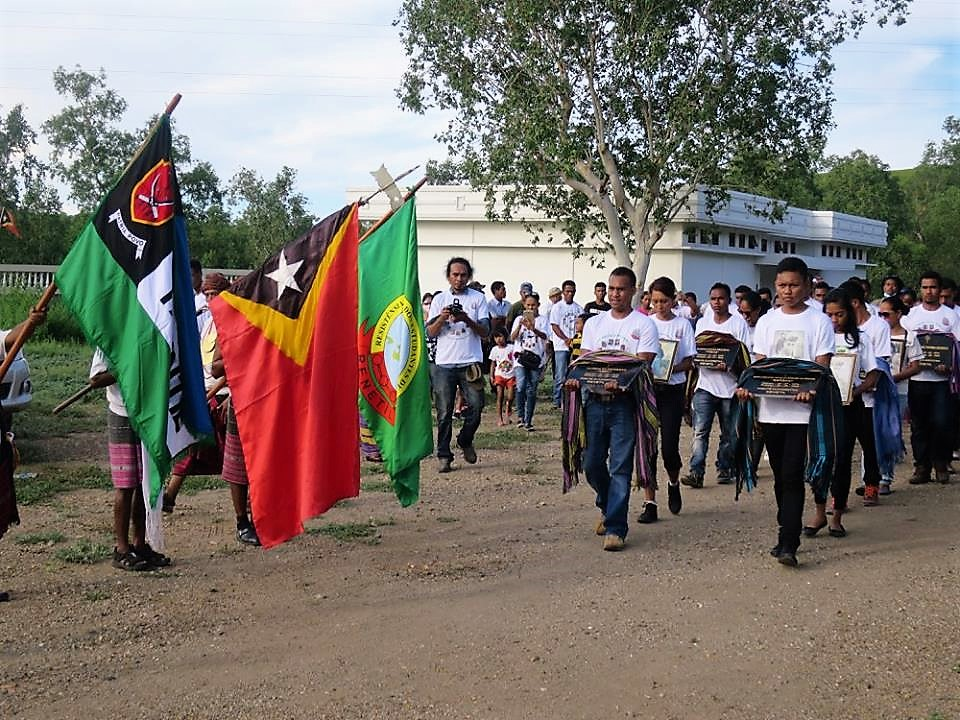
Gedenkfeier auf dem Heldenfriedhof in Metinaro für Märtyrer der RENETIL

Mit dem Namen Lorico Asuwain (andere Schreibweisen: Lorico Aswain, Lorico Asswain, Loriku Aswa’in; deutsch Lori-Krieger) wurden in den 1990er Jahren jugendliche Aktivisten bezeichnet, die gegen die Besetzung Osttimors durch Indonesien protestierten.

## Bedeutung

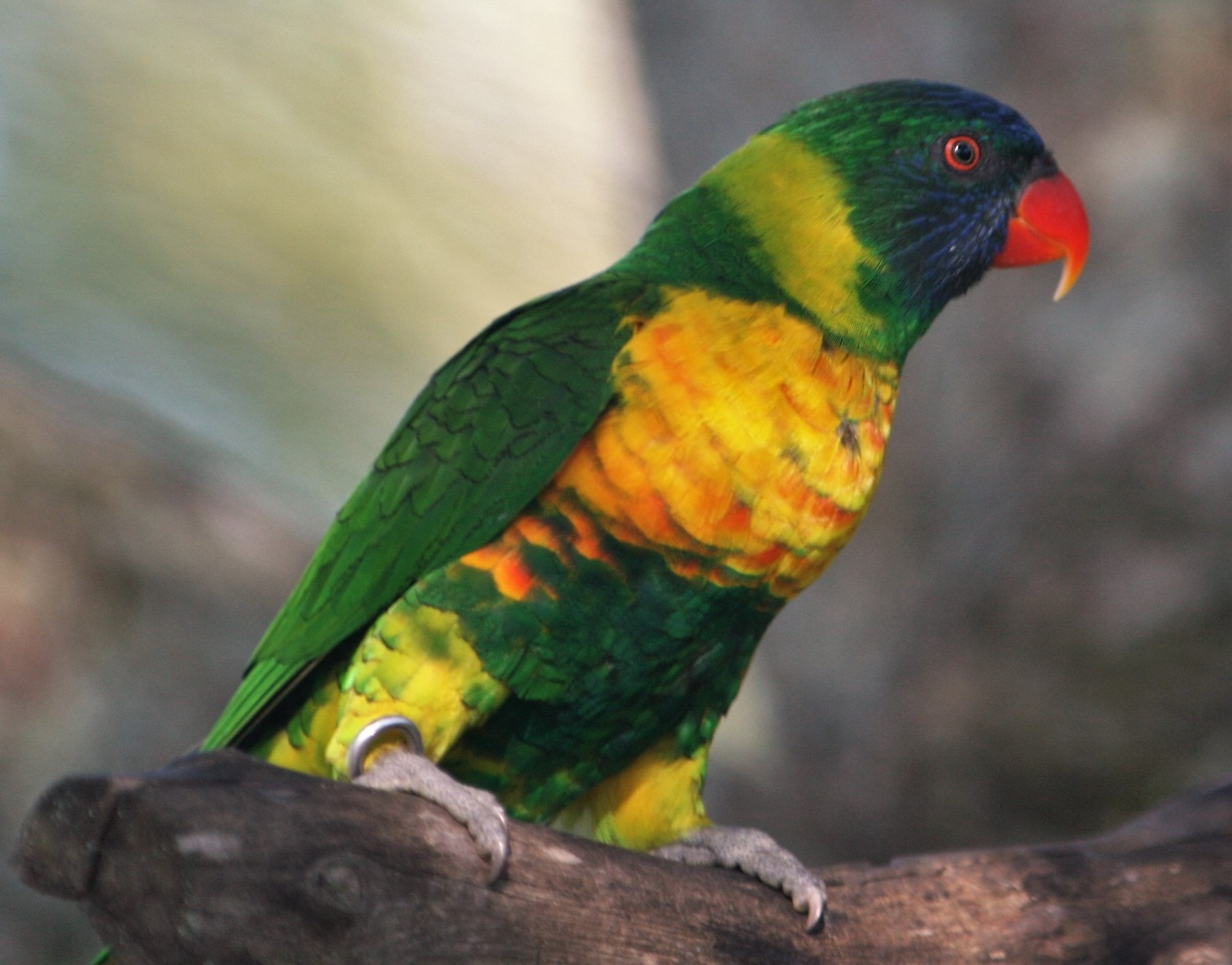
Ein Gelbbrustlori, das Symbol der jungen Krieger

„Lorico“ ist der osttimoresische Name des Loris, der hier als Synonym für die Jugendlichen verwendet wird. „Asuwain“ (Asswain), wörtlich übersetzt „Kriegshunde“, werden die timoresischen Krieger genannt, da Hunde wild und mutig kämpfen. „Lorico Asuwain“ bedeutet also so viel wie „jugendliche Krieger“. Für gewöhnlich wird als Symbol ein Gelbbrustlori (Trichoglossus capistratus) verwendet.
Der Name bezeichnete zunächst die Teilnehmer der Demonstration vom 12. November 1991, die im Santa-Cruz-Massaker endete. Organisatoren der Demonstration waren die Untergrundgruppen OJETIL, RENETIL, FITUN und Sagrada Familia. Mit der Bezeichnung unterschied man sie von der alten Generation der Unabhängigkeitskämpfer, die am 28. November 1975 die Unabhängigkeit Osttimors von Portugal ausriefen und den bewaffneten und diplomatischen Widerstand gegen die indonesischen Invasoren führten. Die junge Generation war mit den Repressionen der indonesischen Besatzung aufgewachsen, denen schätzungsweise bis zu 183.000 osttimoresische Zivilisten zum Opfer fielen. Während von den alten Kämpfern viele ihre Solidarität bei der Unabhängigkeitspartei FRETILIN sahen und seit dem Bürgerkrieg 1975 auch immer wieder gegeneinander gekämpft hatten, sah die neue Generation ihre Solidarität bei Osttimor selbst und icht bei einer politischen Ausrichtung. Trotz der Aufsplitterung in viele Gruppen, bildeten sie eine geeinte Front gegen die indonesischen Besatzer. Ein Graffito in Maliana beschreibt diese Einstellung deutlich:

“Timor Lorosa’e: Husi o ha’u moris, Tan o ha’u terus, ba o ha’u mate.”

„Osttimor: Von dir wurde ich geboren, Deinetwegen habe ich gelitten, Für dich werde ich sterben“

Ab 1994 reorganisierte sich der Widerstand der jungen Generation und versuchte durch Demonstrationen und Aktionen in Osttimor und Indonesien die Aufmerksamkeit der Weltöffentlichkeit zu erhalten, die nach dem Santa-Cruz-Massaker und den Filmaufnahmen davon von Max Stahl erwacht war. Viele der alten Organisationen wurden wieder belebt, neue wurden gegründet. Die führende wurde die 1995 gegründete Organização Popular da Juventude Lorico Asswain de Timor-Leste (OPJLATIL). Einflüsse kamen vom bewaffneten Arm des Widerstands, der FALINTIL. Widerstandszentren waren die Universitas Timor Timur (UNTIM) und die Dili Polyteknik. Osttimoresische Studenten in Indonesien organisierten sich seit 1988 in der RENETIL. Diese unterwanderte die offizielle Studentenorganisation Ikatan Mahasiswa dan Pelajar Timor Timur (IMPETTU) und unterhielt Kontakte zu Gegnern des Suharto-Regimes. Zeitweise kam es zu solch massiven Ausschreitungen, dass das indonesische Militär die Kontrolle verlor. Friedlich blieben dagegen die Besetzungen ausländischer Botschaften in Jakarta in den folgenden Jahren.
Im April 1999 unterstellten sich 14 Jugend-Widerstandsorganisationen dem Presidium Juventude Lorico Ass'wain Timor Loro Sa'e des CNRT. Dazu gehörten OJETIL, OPJLATIL, Fuan Domin, RENETIL, Uniamorte, Sagrada Familia, IMPETTU, FITUN, UJTL und BPPM. Die Leitung übernahm Juvêncio Martins. Nicht dabei war der ETSSC, der sich klar abgrenzen wollte von den Politikern und Aktivisten der alten Generation. Trotzdem arbeitete man in der Kampagne für die Unabhängigkeitsreferendum mit dem CNRT zusammen.
Als die Kampagnen aufgrund der zunehmenden Gewalt eingestellt wurden, brachte man besonders bedrohte Aktivisten nach Bali. In Osttimor wurden die Aktivisten aufgefordert Ruhe zu bewahren und nicht mit Gegengewalt zu reagieren. Man begann nur mit Straßensperren die eigene direkte Nachbarschaft vor allem nachts zu kontrollieren, um auf Angriffe durch pro-indonesische Milizen reagieren zu können. Als schließlich die letzte Gewaltwelle nach Verkündung des Ergebnisses des Referendums losbrach, konnte jeder ohnehin nur noch selbst versuchen am Leben zu bleiben.

## Heutige Verwendung

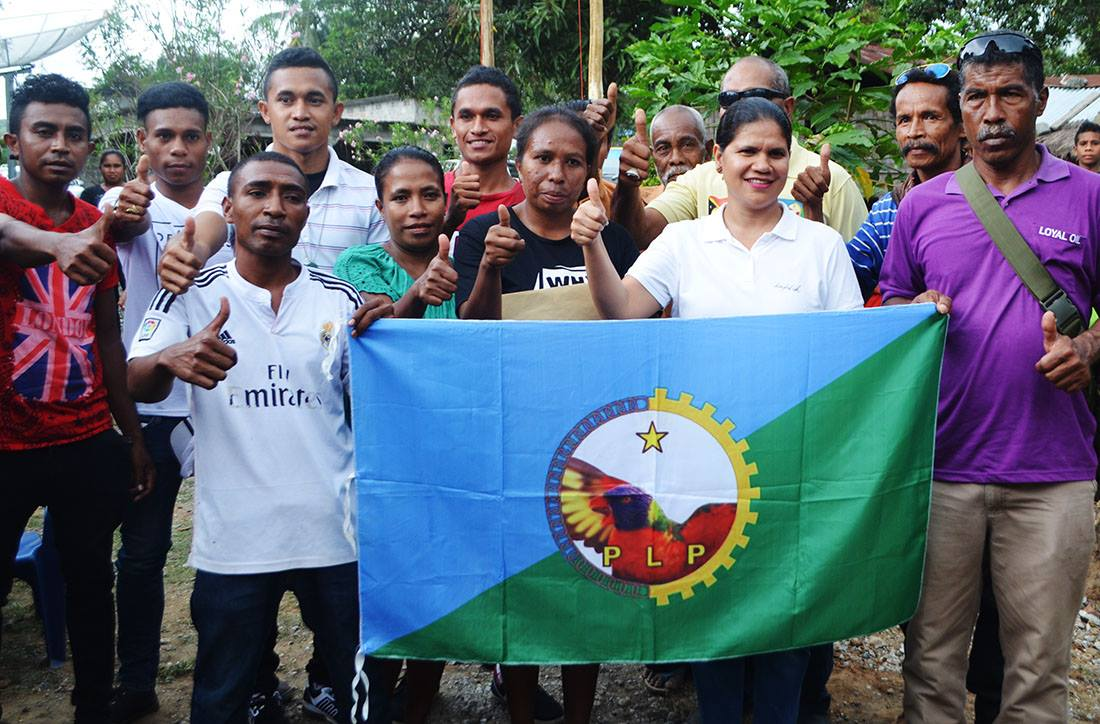
Die Flagge der Partidu Libertasaun Popular

Der Name und auch der Lori selbst finden sich heute immer wieder in Osttimor. In Dili gibt es den kommunalen Radiosender Lorico Lian („Stimme des Lori“/„Stimme der Jugend“) und im Suco Balibar die Aldeia Lorico. Mit dem Ordem Lorico Asuwain werden Überlebende und postum Opfer des Santa-Cruz-Massakers geehrt.
Die Partidu Libertasaun Popular (PLP) verwendet den Gelbbrustlori auf ihrem Logo und ihrer Parteiflagge. Allerdings kritisierte das Komite 12 de Novembru die Verwendung des Vogels als Parteisymbol und forderte zum Verzicht auf.